# کلیرکریک (یوتا)
کلیرکریک (به انگلیسی: Clear Creek) یک منطقهٔ مسکونی در ایالات متحده آمریکا است که در یوتا واقع شده‌است. کلیرکریک ۰٫۵۳ کیلومتر مربع مساحت و ۴ نفر جمعیت دارد و ۲٬۶۶۴٫۹ متر بالاتر از سطح دریا واقع شده‌است.